# Coupe d'Allemagne féminine de football 2000-2001
Navigation
Édition précédente Édition suivante
Le DFB-Pokal Frauen 2000-2001 est la vingt-et-unième édition de la Coupe d'Allemagne féminine.
Il s'agit d'une compétition à élimination directe ouverte aux vainqueurs des coupes de chaque fédération régionale et des clubs de la  Bundesliga féminine. Elle est organisée par la Fédération allemande de football (DFB).
La finale a lieu le 26 mai 2001 au stade olympique de Berlin. Le 1.FFC Francfort remporte sa troisième Coupe d'Allemagne.

## Format
Les équipes participantes sont les vainqueurs des coupes des fédérations régionales et toutes les équipes ayant participé à la Bundesliga féminine en 1999-2000, soit 12 équipes, et les promus pour la saison 1999-2000 (deux équipes).
La compétition se joue sur un match, en cas d'égalité une séance de tirs au but a lieu. 
La finale se joue le 26 mai 2001 en lever de rideau de la finale masculine.

## Demi-finales
| Equipe 1               | Equipe 2             | Score           |
| ---------------------- | -------------------- | --------------- |
| FSV Francfort          | 1.FFC Francfort      | 1 - 2           |
| 1. FFC Turbine Potsdam | FFC Flaesheim-Hillen | 0 - 0 (tab 2-4) |

## Finale
| 26 mai 2001 | 1.FFC Francfort | 2 - 1   | FFC Flaesheim-Hillen | Stade olympique de Berlin, Berlin |                      |
|             |                 | (0 - 1) |                      | Spectateurs : 30 000              | Spectateurs : 30 000 |

- Le 1.FFC Francfort remporte sa troisième Coupe d'Allemagne[2].

Pour le club de Flaesheim-Hillen c'est le dernier match de sa courte existence, un projet de reprise par le FC Schalke 04 est envisagé, en finale les joueuses portent un maillot avec le logo du nouveau stade de Schalke, Arena Auf Schalke, mais au vu de la situation financière du club la reprise a échoué et le 12 juin 2001 le club est dissout.